# 小沢雄二
小澤 雄二（おざわ ゆうじ、1963年7月8日 - ）は、愛媛県出身の、日本の柔道選手である。階級は60kg級。身長161cm。

## 経歴
今治南高校2年の時にインターハイの軽量級で3位になった。
筑波大学3年の時に講道館杯の決勝で奈良工業高校教員の細川伸二に敗れて2位だった。正力杯でも2位にとどまった。また、東ドイツ国際では3位だったが、西ドイツ国際 では優勝を飾った。4年の時にはフランス国際でも優勝した。1986年には山形県教育委員会の所属になると、講道館杯では決勝でダイコロの木田守に敗れて2位だった。1987年の講道館杯では3位だった。1988年にはハンガリー国際で優勝するも、体重別では3位だった。1989年にはフランス国際、講道館杯、体重別でそれぞれ3位にとどまった。
引退後は熊本大学教育学部の准教授に就任した。2020年4月から、鹿屋体育大学教授。

## 戦績
- 1980年 -　インターハイ　軽量級　3位
- 1984年 -　講道館杯　2位
- 1984年 -　正力杯 2位
- 1985年 -　東ドイツ国際　3位
- 1985年 -　西ドイツ国際　優勝
- 1986年 -　フランス国際　優勝
- 1986年 -　講道館杯　2位
- 1987年 -　講道館杯　3位
- 1988年 -　ハンガリー国際　優勝
- 1988年 -　体重別　3位
- 1989年 -　フランス国際　3位
- 1989年 -　講道館杯　3位
- 1989年 -　体重別　3位

(出典、JudoInside.com)。